# Свобницький замок
Свобницький замок (пол. Zamek w Swobnicy, нім. Schloss Wildenbruch) — руїни замку у селі Свобниця у гміні Бане Грифінського повіту Західнопоморського воєводства у Польщі. 

## Історія

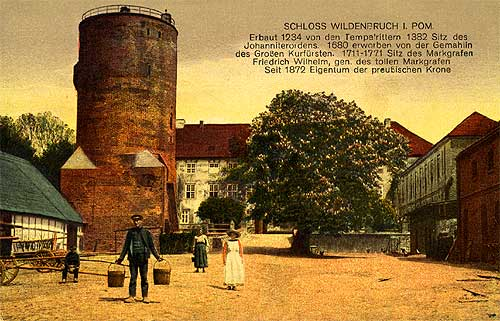
Замок на старій поштовій листівці

Перша згадка про Свобницю датується 1345 роком, тоді відбувалися суперечки за майно між містом Бане та орденом госпітальєрів. У 1377 році поморські князі Святобор III і Богуслав VII дозволили госпітальєрам побудувати новий замок поблизу Свобниці. Замок було споруджено на острові посеред озера, яке згодом отримало назву Замкового. У 1382 році сюди було перенесено комтурію. Князь Богуслав X надав ордену численні привілеї у феодальному листі. 
Після Реформації комтурія належала до 1538 року Балеям Бранденбурга Ордену Святого Іоанна, які стали протестантами. З поділом Померанії у 1541 році комтурія відійшла до Померанії-Волгаста. Свобниця тимчасово управлялася князівськими чиновниками, оскільки князь Філіп I не визнавав комтура фон дер Марвіца. У цей час було зроблено кілька описів замку, які збереглися. У 1544 та 1545 роках Імператор Карл V наказав Філіпу I поважати права ордена. У 1547 році було досягнуто домовленості з князем, після чого орден госпітальєрів повернувся до Свобниці для захисту кордонів Померанії. У 1610 року комтурію було перенесено до Слонська. 
Під час Тридцятилітньої війни у 1629 році Вільденбрух був окупований імперськими військами, а з 1631 року — шведськими. Після війни, внаслідок Вестфальського мирного договору, Банеська земля залишилися під владою Швеції. Свобниця стала приватною власністю королеви Швеції Христини I, яка подарувала замок канцлеру Йогану Адлеру Сальвіусу. Після битви при Фербелліні вся Померанія перейшла під владу Бранденбурга, а курфюрст Фрідріх-Вільгельм передав замок  Георгу Фрайгеру фон Дерфлінгеру. Після Сен-Жерменського мирного договору, більша частина Померанії знову стала шведською, однак Банеська земля залишилася під владою Бранденбурга. У 1680 році замок придбала Доротея Софія Шлезвіг-Гольштейн-Зондербург-Глюксбурзька, який включа його у домен Вільденбрух-Шведт. Невдовзі замок було перебудовано у бароковому стилі. 
Після смерті Доротеї замок перейшов у власність маркграфа Бранденбурга-Шведта Філіпа Вільгельма. З 1788 року Свобниця перейшла до Гогенцоллернів, у 1873 році стала королівщиною і до 1919 року залишалася у їх приватній власності. У XIX столітті замок було перебудовано.  
Після Другої світової війни замок було націоналізовано польською державою і він використовувався сільськогосподарським підприємством.  

## Сучасність
Наприкінці XX століття замок знову став приватною власністю та занепав. 
У наш час замок перебуває у власності міста Бане, яке здійснює його поступову реставрацію. 

## Архітектура
Замок будувався, головним чином, впродовж двох періодів: з 1377 по 1382 роки і з 1680 по 1690 роки. Головна будівля замку, яка в наш час має три крила, раніше була оточена мурами. Давнє передзамче уже фактично не простежується. Замкова вежа, ймовірно, була побудована ще за часів, коли замок належав ордену госпітальєрів. 